# NGC 6520
NGC 6520 est un très jeune amas ouvert situé dans la constellation du Sagittaire. Il a été découvert par l'astronome germano-britannique William Herschel en 1784. Sur le sphère céleste, NGC 6520 est situé à proximité du globule de Bok Barnard 86 (de) aussi désigné comme LDN 93.

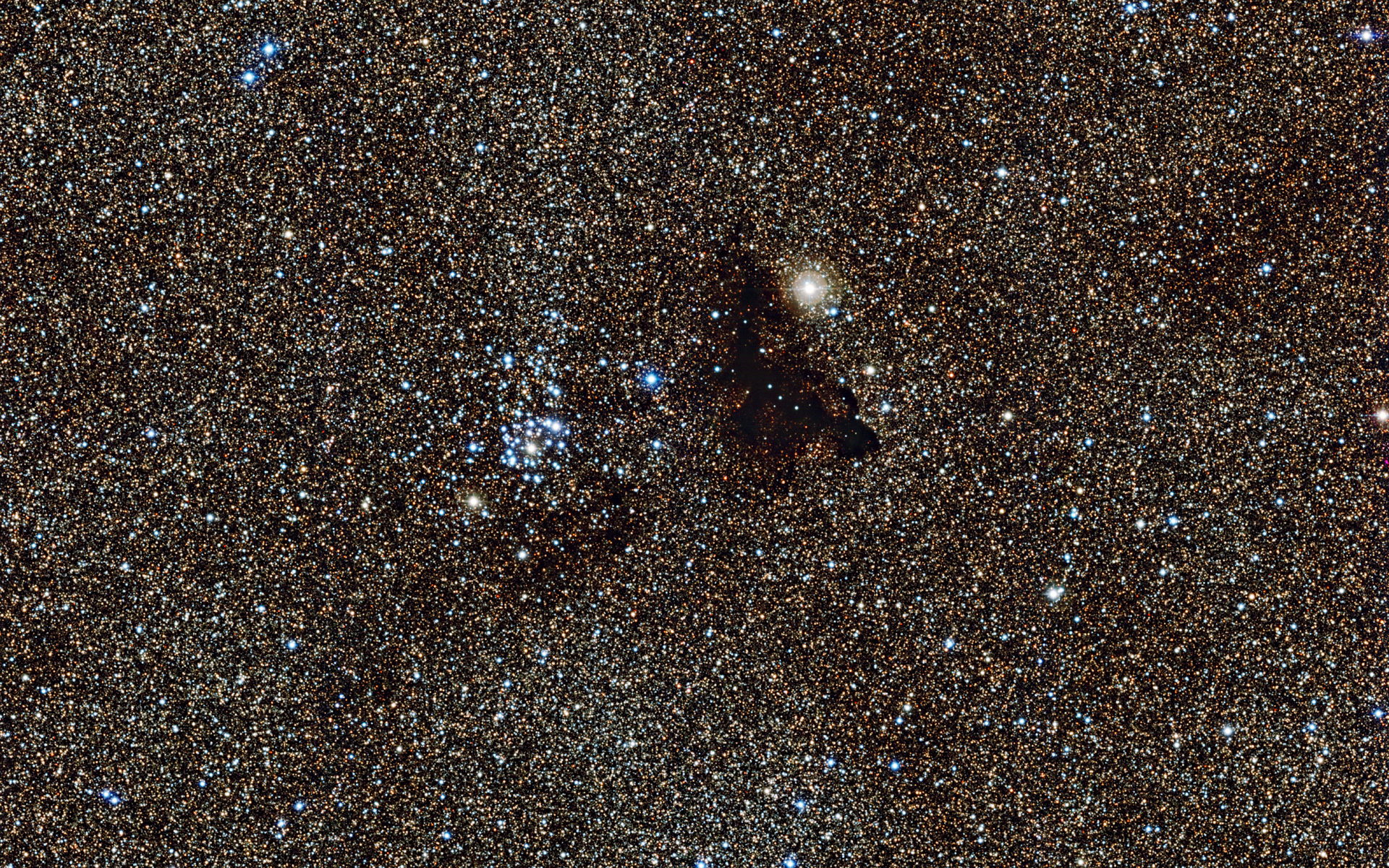
NGC 6520 et la nébuleuse obscure Barnard 86.

Selon la classification des amas ouverts de Robert Trumpler, cet amas renferme entre 50 et 100 étoiles (lettre m) dont la concentration est forte (I) et dont les magnitudes se répartissent sur un intervalle moyen (le chiffre 2). D'après les données du catalogue Lynga, l'amas est composé de 60 étoiles

## Observation
Avec une magnitude visuelle de 7,2, on peut observer l'amas avec de petites jumelles.
avec un télescope dont l'ouverture est d'au moins 150 mm

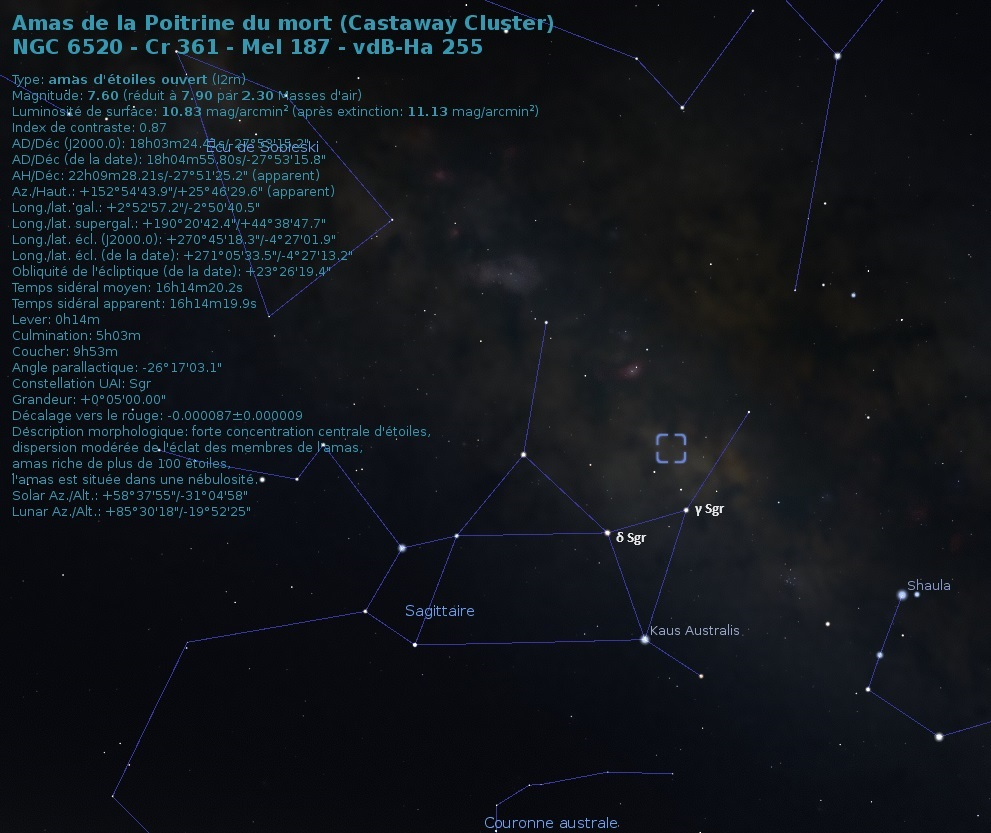
Localisation de NGC 6520 dans la constellation du Sagittaire.

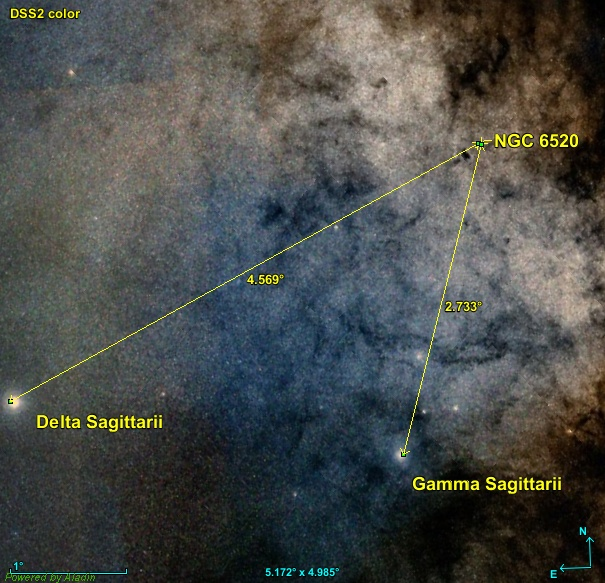
Position de NGC 6520 par rapport à deux étoiles du Sagittaire.

NGC 6520 est à environ 2,7 degrés au nord-ouest de Gamma Sagittarii et à environ 4,6 degrés au nord-ouest de Delta Sagittarii.

## Caractéristiques
Certaines caractéristiques apparaissent sur la base de données Simbad, mais une publication très récente (2023) basée sur les mesures de la parallaxe par le satellite Gaia a permis une mise à jour importante des données. Les données du « GAIA EARLY DATA RELEASE 3 (GAIA EDR3) » ont également permis aux auteurs (Almeida, Monteiro et Dias) de cette publication d'estimer la masse de 773 amas ouverts, dont celle de NGC 7086 qui est de 555 ± 111 {\displaystyle M_{\odot }}.

### Distance, taille et vitesse
Cet amas est à 1 572 ± 64 pc du système solaire.
La base de données Simbad indique quatre valeurs de la distance: environ 1 663,0 pc (∼5 420 al), environ 1 585 pc (∼5 170 al), 1 699 ± 87 pc (∼5 540 al) et environ 1 577 pc (∼5 140 al) . La distance moyenne de cet échantillon est de 1 631 ± 60 pc (∼5 320 al), ce qui est compatible avec la distance proposée par Almeida, Monteiro et Dias.
La taille apparente de l'amas 5′, ou 5,4′ (5,2 ± 0,2') ce qui, compte tenu de la distance de 1 572 ± 64 pc et grâce à un calcul simple, équivaut à une taille réelle de 7,8 ± 0,6 al.
Quatre vitesses semblables sont aussi indiquées sur la base de données Simbad: −23,24 ± 0,4 km/s −26,00 ± 2,65 km/s, −22,35 ± 0,53 km/s et −27,6 ± 0,p km/s. La vitesse moyenne de cet échantillon est de −24,8 ± 2,4 km/s.

### Métallicité
Simbad rapporte une seule valeur de la métallicité, soit +0,027. Selon Almeida et ses collègues, la métallicité de l'amas est égale à 0,162 ± 0,069. Selon cette valeur, le pourcentage d'éléments lourds (plus lourd que l'hydrogène et l'hélium) de cet amas serait compris entre 124% et 170% (100,162 ± 0,069) de celui du Soleil.

### Âge
Webda et Lynga indiquent un âge de 53 millions d'années (log10=7,724),, ce qui est beaucoup plus jeune que les 168 millions d'années préconisées par Almeida.

## Étoiles
Simbad montre aussi un bouton nommé Children. En cliquant sur ce bouton, on atteint une section de cette base de données qui renferme un tableau contenant 119 entrées pour NGC 6520. Cependant, des étoiles (les Children) peuvent apparaître plusieurs fois dans la deuxième colonne du tableau, d'où le nombre de liens bibliographiques qui est supérieure au nombre d'étoiles. La quatrième colonne de ce tableau indique la probabilité que l'étoile appartienne à l'amas. En cliquant sur le titre de cette colonne, on peut classer la probabilité par ordre croissant ou décroissant. En cliquant sur la désignation de l'étoile, on atteint la page de Simbad qui résume ses propriétés.